# Karel Koldovský
Karel Koldovský (ur. 11 czerwca 1898 w Vysoké nad Jizerou, zm. 29 kwietnia 1943) – czechosłowacki skoczek narciarski.
W 1924 wystartował na igrzyskach olimpijskich, na których zajął 20. miejsce w skokach narciarskich na skoczni normalnej.